# Peugeot Typ 145
Der Peugeot Typ 145 war ein frühes Automodell des französischen Automobilherstellers Peugeot, von dem von 1913 bis 1914 im Werk Lille 325 Exemplare produziert wurden.
Die Fahrzeuge hatten einen Vierzylinder-Viertaktmotor, der vorne angeordnet war und über eine Kardanwelle die Hinterräder antrieb. Der Motor leistete aus 4536 cm³ Hubraum 18 PS.

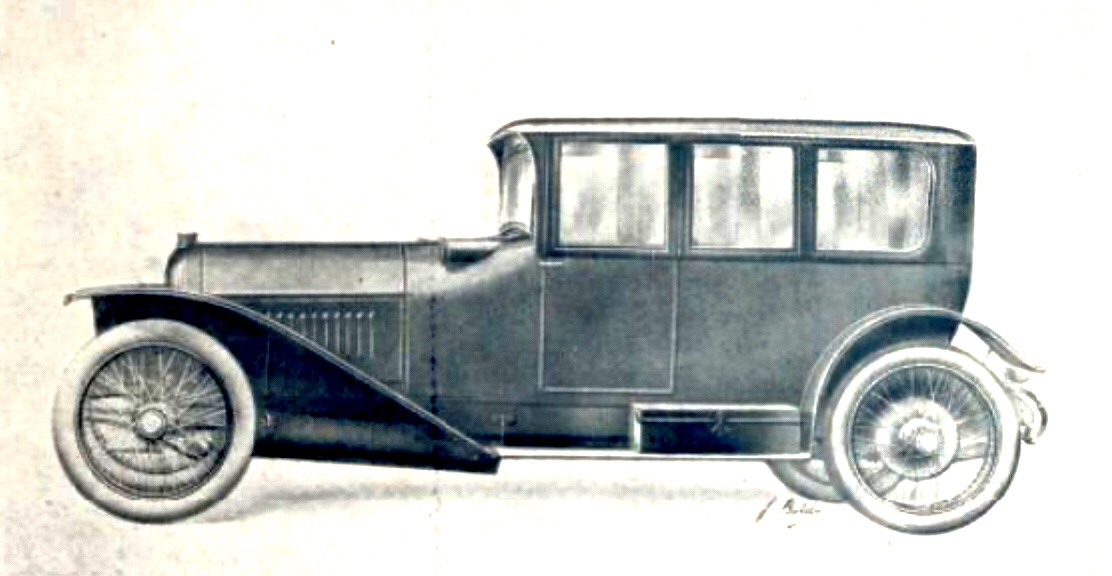
Peugeot Typ 145

Es gab die Modelle 145 und 145 S. Bei einem Radstand von 329,5 cm betrug die Spurweite 140 cm. Die Karosserieformen Torpedo und Sportwagen boten Platz für vier Personen.